# Agum II

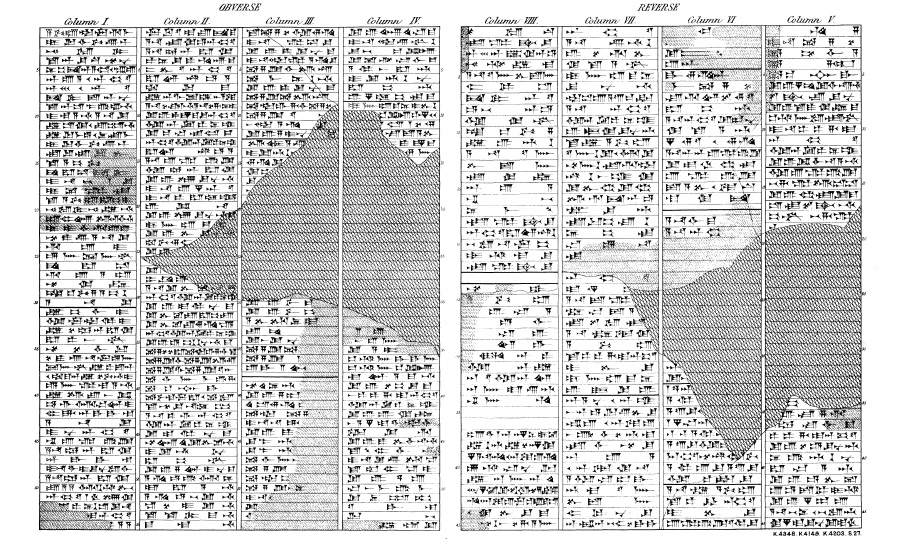
tekst klinowy jednej z zachowanych kopii inskrypcji Aguma-kakrime

Agum II, Agum-kakrime – kasycki władca znany z tzw. inskrypcji Aguma-kakrime, której dwie kopie znalezione zostały w bibliotece asyryjskiego króla Aszurbanipala w Niniwie (VII w. p.n.e.). W inskrypcji tej występuje on jako piąty(?) władca z dynastii kasyckiej, syn Urzigurumasza. To samo źródło przypisuje mu sprowadzenie posągów Marduka i Sarpanitu, które Hetyci mieli zabrać ze sobą po zdobyciu Babilonu w 1595 r. p.n.e. Wielu badaczy podaje w wątpliwość historyczną wartość tej inskrypcji, dowodząc, iż tekst ten powstał najprawdopodobniej nie za życia Aguma II, lecz znacznie później. Imię Aguma-kakrime nie pojawia się w żadnych innych źródłach pisanych. Zdaniem uczonych postać ta istniała naprawdę. Najprawdopodobniej jednak chodzi tu o jednego z wojskowych przywódców plemion kasyckich, które pod koniec okresu starobabilońskiego zaczęły osiedlać się w środkowej Babilonii.